# Jill Greenberg

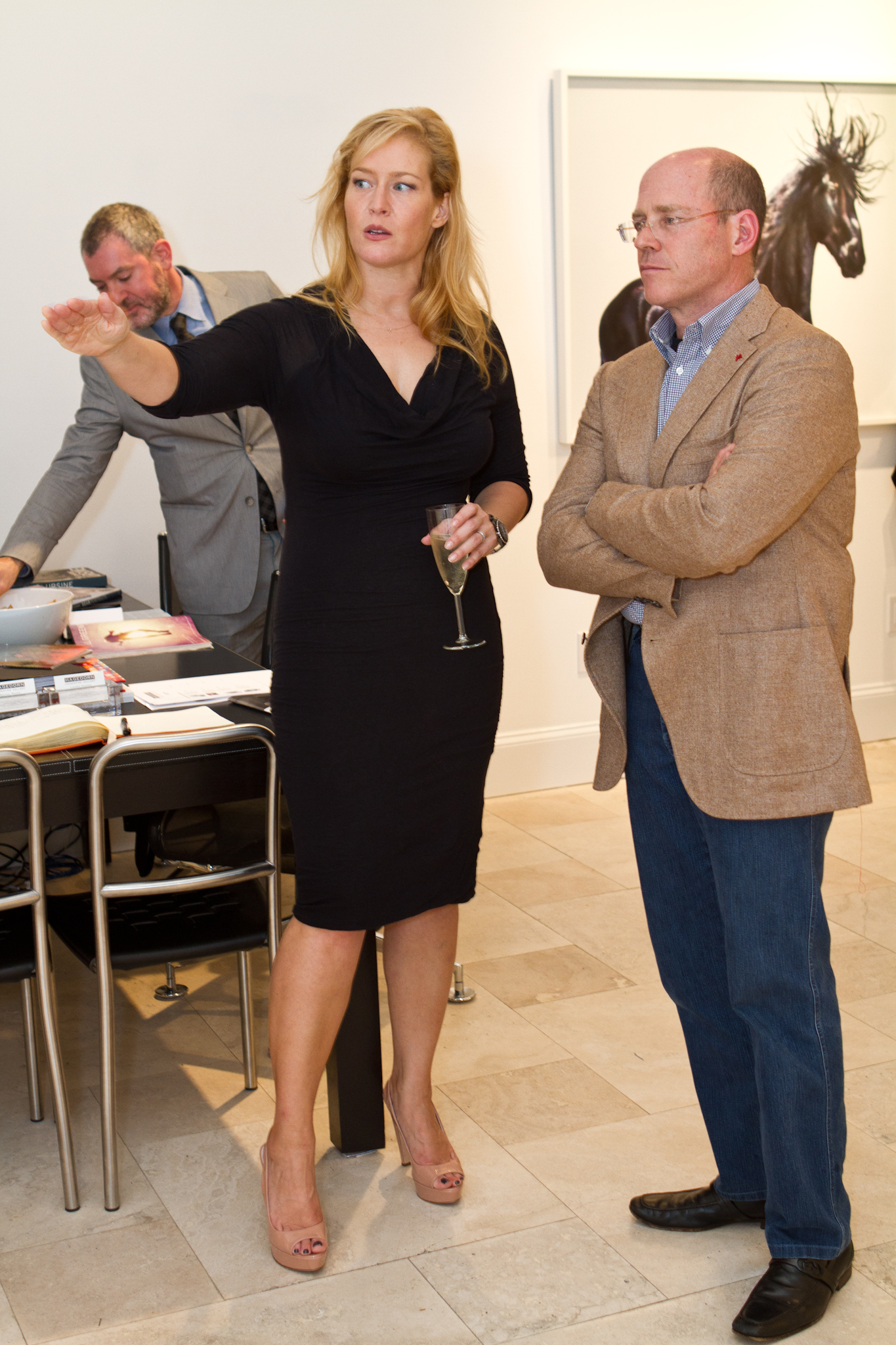
Jill Greenberg (2011)

Jill Greenberg (* Juli 1967 in Montreal) ist eine US-amerikanische Fotografin.
Jill Greenberg wuchs in einem Detroiter Vorort auf. Nach der Schulzeit studierte sie Fotografie an der Rhode Island School of Design in Providence, wo sie 1989 ihren Abschluss machte. Anschließend arbeitete sie als freiberufliche Fotografin in New York, ab 2000 in Los Angeles.
Greenberg war sowohl künstlerisch als auch für die Werbebranche tätig. Sie gestaltete unter anderem ein Titelbild der Zeitschrift Time und die Cover der CDs Everything Is Wrong und Ambient von Moby.
Ihre Fotos und Fotoserien zeigen nahezu ausschließlich Menschen und Tiere, die sich in der Regel alleine vor einem sehr künstlich und arrangiert wirkenden Hintergrund befinden – oftmals vor monochromen Studio-Hintergründen. Mit dem Aufkommen der Digitalfotografie begann Greenberg, ihre Aufnahmen nachträglich am Computer zu verfremden. Sie wurden meist geglättet und der Kontrast erhöht, was die Aufnahmen noch unwirklicher erscheinen lässt.

## FotoserieEnd Times
Zweifelhaften Ruhm erlangte Greenberg vor allem 2006 durch ihre Fotoserie End Times (deutsch Endzeit). Für die Serie lud sie etwa dreijährige Kinder in ihr Studio ein, wo sie sie mit entblößtem Oberkörper vor die Kamera stellte, ihnen Süßigkeiten schenkte und sodann wieder wegnahm. Sie fotografierte dann die Reaktionen der Kinder, die meist weinten und schrien.
Die Fotoserie löste bei Teilen der Bevölkerung große Proteste aus. Im Gästebuch ihrer Website wurde Greenberg aufs heftigste beschimpft und mit Michael Jackson und Adolf Hitler verglichen. Die Kritiker werfen ihr Missbrauch der Kinder vor, die sie für den Profit gequält habe. Zwischenzeitlich nahm die Galerie die Bilderserie daher vom Netz.
Greenberg sagte zu ihrer Verteidigung, kein Kind sei zu Schaden gekommen. Es sei ein Wesenszeichen von Kindern, auch auf kleine Unannehmlichkeiten mit heftiger, großen Schmerz ausdrückender Gestik und Mimik zu reagieren. Solche Unannehmlichkeiten seien jedoch für jedes Kind alltägliche Ereignisse.
Greenberg betont, die Fotoserie sei politisch motiviert gewesen. Sie wolle damit ihre eigene Ohnmacht gegenüber der politischen und sozialen Lage in den USA ausdrücken. Die Regierung handle, als stünde die Endzeit bevor, in der die Sicherung der Zukunft keine Rolle mehr spiele.

## Privates
Greenberg ist verheiratet und hat zwei Kinder. Ihre Tochter Violet ist Darstellerin auf einem der End-Times-Bilder.